# Verena von Strenge
Verena Adam von Strenge (* 27. Juli 1975 in Münster) ist eine ehemalige deutsche Sängerin und Tänzerin.

## Leben
Von 1995 bis 2000 war sie, mit einer Unterbrechung von 1997 bis 1998, Sängerin der deutschen Dance-Band Dune. Während dieser Unterbrechung und erneut seit der Trennung von der Band war sie als Solosängerin aktiv. 2007 lieh sie dem Projekt Moon Dust ihre Stimme.
Im Jahre 2012 heiratete sie und heißt seitdem Verena Adam von Strenge. Sie arbeitet aktuell (2025) als Vice President People Experience & Culture für Sony Music Entertainment.

## Diskografie

### Singles
- 1997 Finally Alone (Urban/Universal)
- 1998 Heartbeat (Urban/Universal)
- 1998 Part Of Your World (Urban/Universal)
- 1998 Sky (Follow Me) (nicht veröffentlicht)
- 2002 Rain & Tears (Club Tools/Edel Records)
- 2007 Angels (Moon Dust feat. Verena; Columbia/Sony BMG)